# Sportski žurnal
 (signalé en mai 2025).
Si vous disposez d'ouvrages ou d'articles de référence ou si vous connaissez des sites web de qualité traitant du thème abordé ici, merci de compléter l'article en donnant les références utiles à sa vérifiabilité et en les liant à la section « Notes et références ».
- Archive Wikiwix
- Bing
- Cairn
- DuckDuckGo
- E. Universalis
- Gallica
- Google
- G. Books
- G. News
- G. Scholar
- Persée
- Qwant
- (zh) Baidu
- (ru) Yandex
- (wd) trouver des œuvres sur Wikidata

Sportski žurnal, en serbe cyrillique Спортски журнал, « le journal des sports », est un quotidien serbe publié à Belgrade. Il est publié par le groupe de presse Politika Novine i Magazini, qui publie également le quotidien Politika.

Chaque jour, le Sportski žurnal consacre environ la moitié de ses pages au football, et le reste à l'athlétisme, au basket-ball, au volley-ball, au water polo, au handball, au tennis, à la course automobile, au ski, à la boxe... en fonction des saisons et des événements sportifs.